# LEW EL 2
Die elektrische Grubenlok EL 2 wurde bei LEW Hennigsdorf von 1952 bis 1988 für Normalspur entwickelt und in 1384 Exemplaren gefertigt. Die schweren Lokomotiven kamen in den Tagebaubetrieben für den Transport von Braunkohle und Abraum zum Einsatz.

## Geschichte

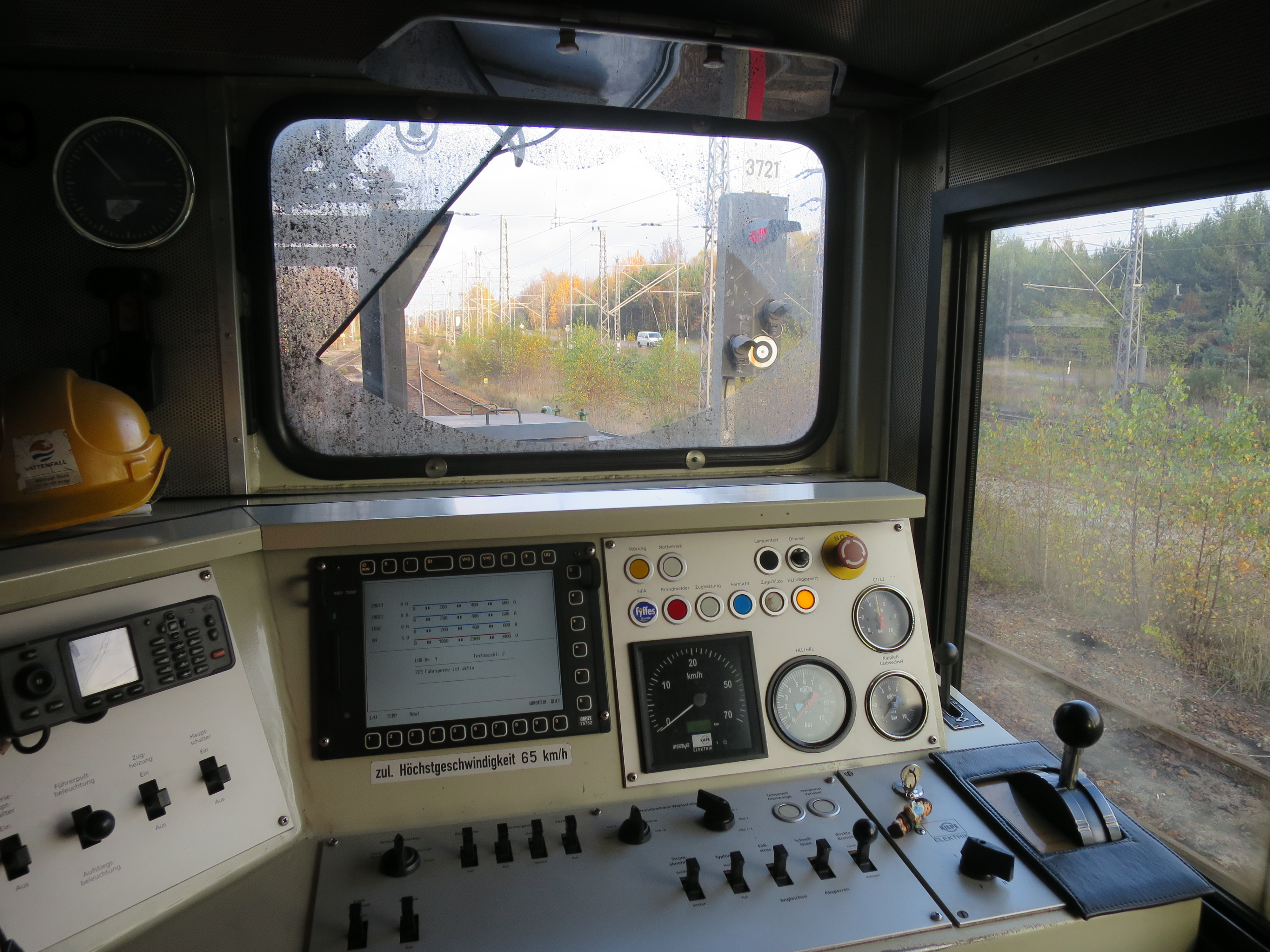
Führerstands-Innenansicht einer Umbaulokomotive EL2m

Die auch „Hundert-Tonnen-Loks“ genannten, mit Gleichstrom betriebenen Maschinen gehören der am meisten gebauten Ellok-Baureihe Deutschlands an. Etwa die Hälfte, rund 700 Stück dieser Lokomotiven wurde an DDR-Betriebe geliefert. Abnehmer waren auch Bulgarien (206), China (186) und Polen (62). In die UdSSR wurden zwischen 1957 und 1970 von einer breitspurigen Variante dieses Typs 245 Maschinen geliefert.
In Deutschland existiert die Ursprungsausführung im Betriebsdienst im Gegensatz zu Osteuropa und China inzwischen nur noch in drei Exemplaren im Lausitzer Braunkohlerevier, wo sie insbesondere zum Enteisen der Oberleitungen im Winter eingesetzt werden. Modernisierte Lokomotiven dieser Bauart verkehren bei der MIBRAG (teilmodernisiert am Tagebau Profen bei Zeitz) und bei der LEAG im Lausitzer Braunkohlerevier, bezeichnet als EL2m.

## Technik

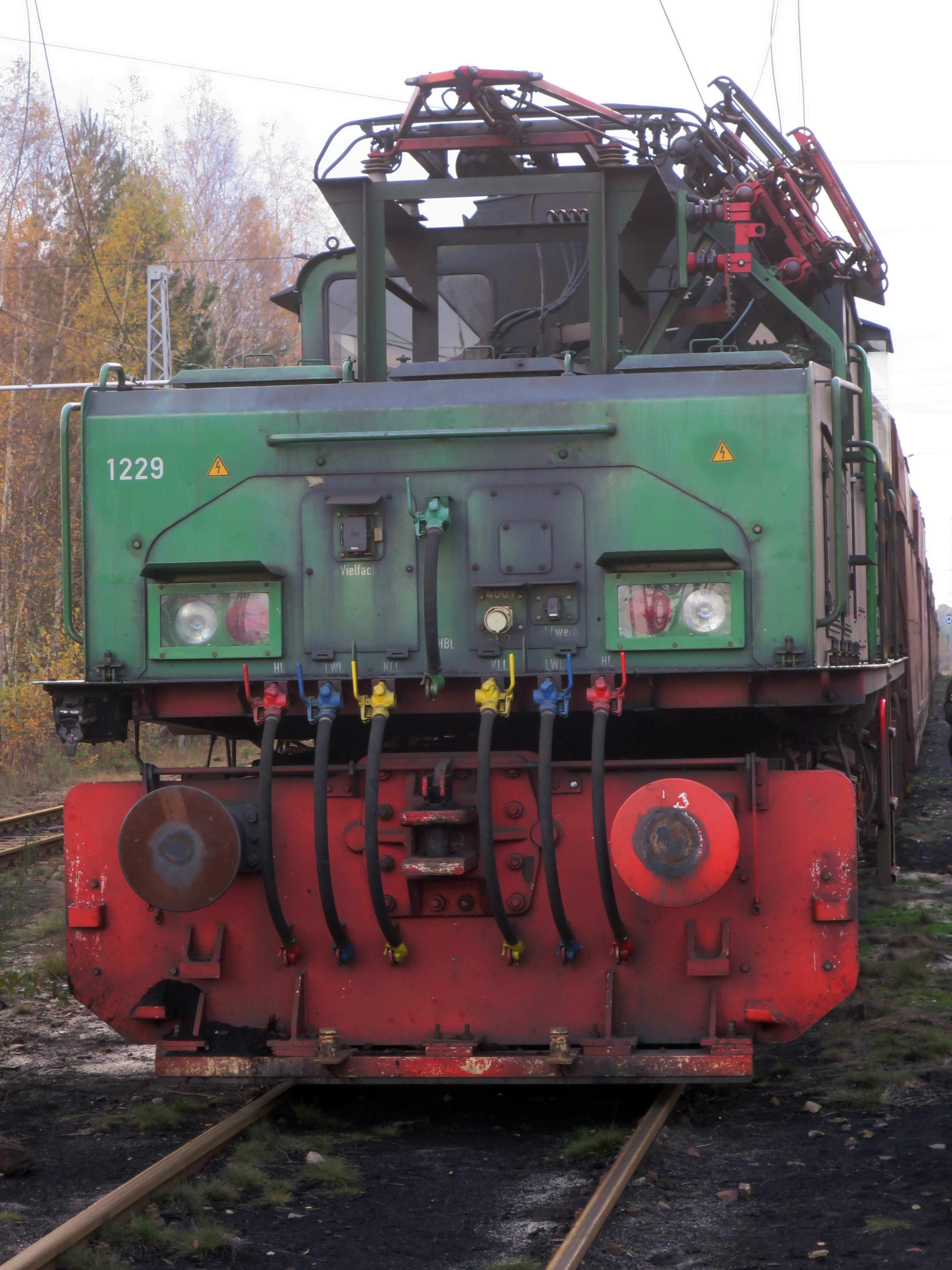
Seitenstromabnehmer: rechts

Die Drehgestelle sind untereinander kurzgekuppelt, der Brückenrahmen überträgt keine Zugkräfte. Wegen der Kurzkupplung ist einer der Drehzapfen längsbeweglich. Durch die gekuppelten Drehgestelle und die zusätzlichen Federn an Stelle von Ausgleichshebeln zwischen den Achsen in einem Drehgestell  stützt sich die Maschine auf vier Punkten ab. Die Radsätze laufen bei den Maschinen der ersten Baujahre in Gleitlagern mit Peyinghaus-Schleuderschmierung, bei den späteren Lieferungen wurden Rollenlager eingebaut. Grubenbahntypisch sind die tiefliegenden Stoßbalken an Stelle der Bahnräumer. Sie sind in beiden Drehgestellen beidseitig (also auch in Fahrzeugmitte) vorhanden und sollen bei Entgleisungen, die insbesondere auf Strossengleisen häufiger vorkommen können, das Abrutschen vom Gleisrost verhindern. Die an deutsche Betreiber gelieferten Maschinen sind in der Regel mit Grubenbahnkupplungen ausgerüstet. Seitenpuffer sind einbaubar, aber nicht immer vorhanden. In die Grubenbahnkupplung ist eine Schraubenkuppelkette einsetzbar. Damit sind Regelfahrzeuge kuppelbar, wichtig für den umladefreien Transport von Wagenzügen in das öffentliche Eisenbahnnetz. Beispielsweise in Polen laufen auch Lokomotiven mit vollständiger Schraubenkupplung mit Zughaken. Die Lokomotiven für China und die UdSSR wurden mit den dort üblichen Mittelpufferkupplungen ausgeliefert.
Die Lokomotiven sind mit Stromabnehmern für Oberleitung ausgerüstet, zusätzlich sind Seitenstromabnehmer einbaubar. Benötigt werden diese für Strossengleise und für Anlagen, in denen die Wagen von oben beladen werden. Geliefert wurden die Maschinen in der Regel mit Scherenstromabnehmern, insbesondere modernisierte laufen auch mit Einholmstromabnehmern.
Wegen der Achslast von 25 Tonnen werden die Lokomotiven bei Überführungsfahrten im Fernbahnnetz als außergewöhnliche Sendung und Schwerwagen behandelt. Durch separaten Transport des Brückenrahmens auf einem Flachwagen ist die Achslastüberschreitung vermeidbar.

## Museums- und Denkmallokomotiven
- Die Lokomotiven 4-10-100-B3 und 4-662-100-B3 sind im Lausitzer Bergbaumuseum Energiefabrik Knappenrode erhalten.
- Die Lok 4-541-100-B3 stand vor dem Romonta-Werk in Amsdorf und wurde 2017 nach Aschersleben zum Eisenbahn Club Aschersleben (ECA) in das dortige BW beim Güterbahnhof verbracht.
- Seit dem 5. Dezember 2007 ist die 4-1124-100-B3 des Braunkohlekombinates Bitterfeld – nachdem sie äußerlich in den Originalzustand zurückversetzt wurde – Denkmallok im Alstom-Werk Hennigsdorf
- Industriemuseum Brikettfabrik Herrmannschacht, Zeitz, Lok 4-1125-100-B3 (LEW 16306/1980) der früheren Brikettfabrik Phoenix, Mumsdorf, ist dort seit ca. Ende der 1990er Jahre im Außengelände als Denkmallok aufgestellt.
- Die 4-1137-100-B3 ist im Bergbau-Technik-Park nahe Großpösna zu finden.
- In Lauchhammer-Mitte, Ortseingang von Ost kommend, ist die Lok 4-1148-100-B3 mit dem Schüttgutwagen 40-11674 als Denkmal ausgestellt.
- Die Lok 4-1070-100-B3 steht mit dem Abraumwagen 40-10371 auf dem Parkplatz des EuroSpeedway Lausitz in Meuro.
- In Senftenberg, an der B 96 von Ost kommend, wurde die 4-1204-100-B3 mit dem Abraumwagen 40-11015 ebenfalls als Denkmal aufgestellt.
- Im Besucherbergwerk Abraumförderbrücke F60 ist die 4-1291-100-B3 ist mit dem Abraumwagen 40-11594 und dem Kohlewagen 84-5313 zu finden.
- Bernsteinvilla am ehemaligen Tagebau Goitzsche in Bitterfeld. Die 4-1296-100-B3 wurde als restaurierte Museumslok am 21. Juli 2008 aus Ferropolis abgeholt.
- Seit Dezember 2016 ist die 4-1000-100-B3 (ex MIBRAG, Profen) in Ferropolis ausgestellt.

## Galerie

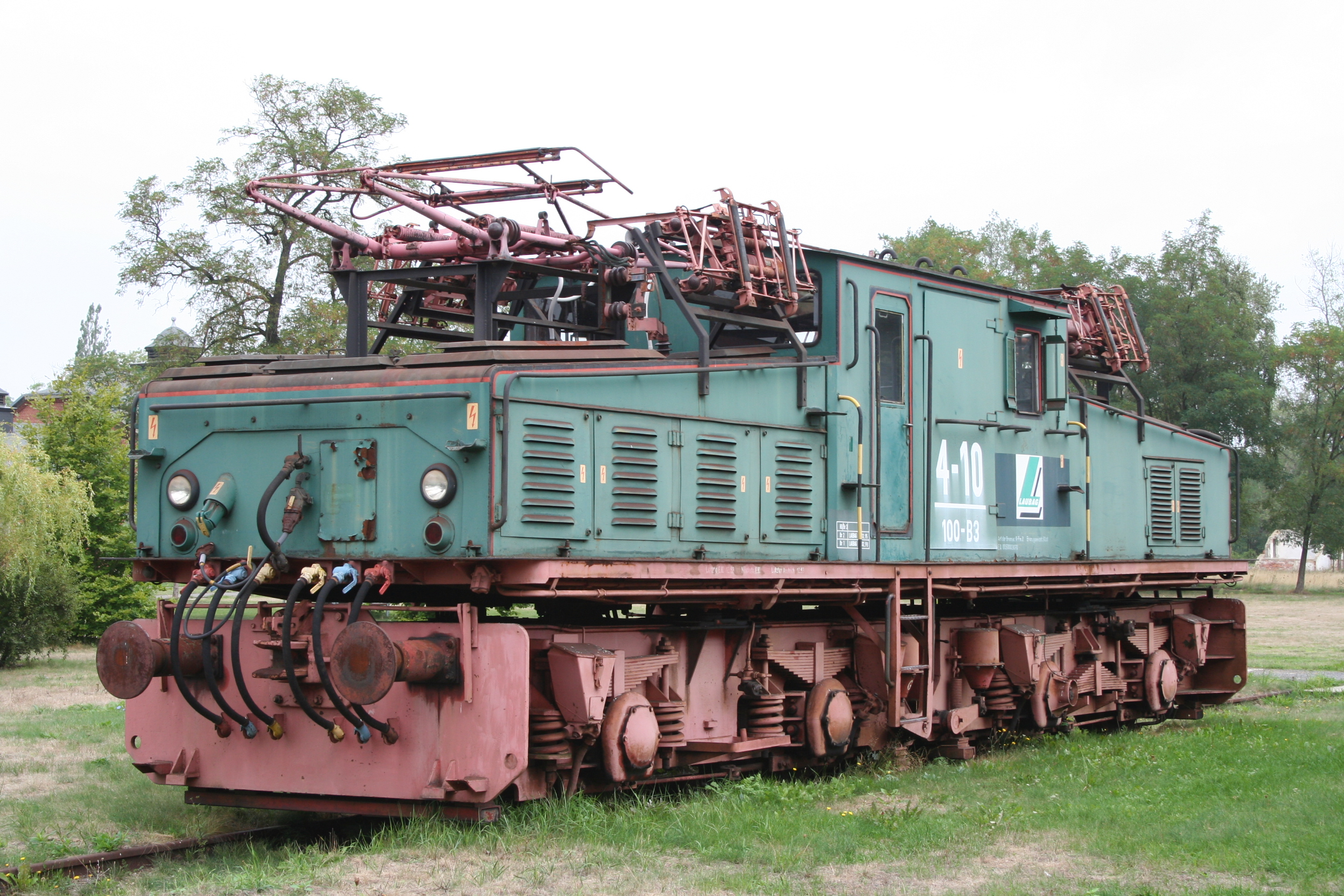
4-10-100-B3 mit Peyinghaus-Achslagern, Knappenrode (2006)
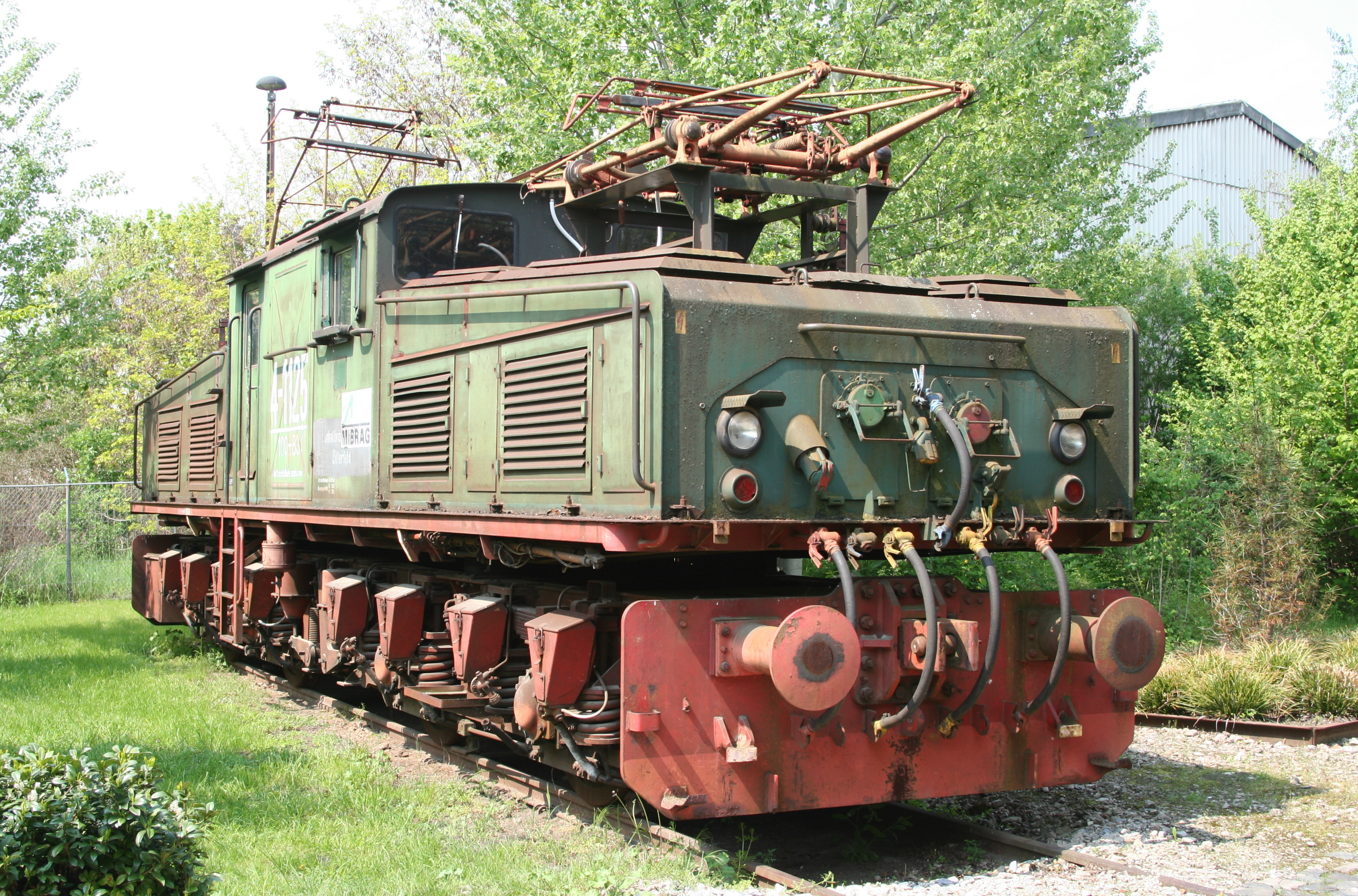
4-1125-100-B3, Zeitz Herrmannschacht (2010)
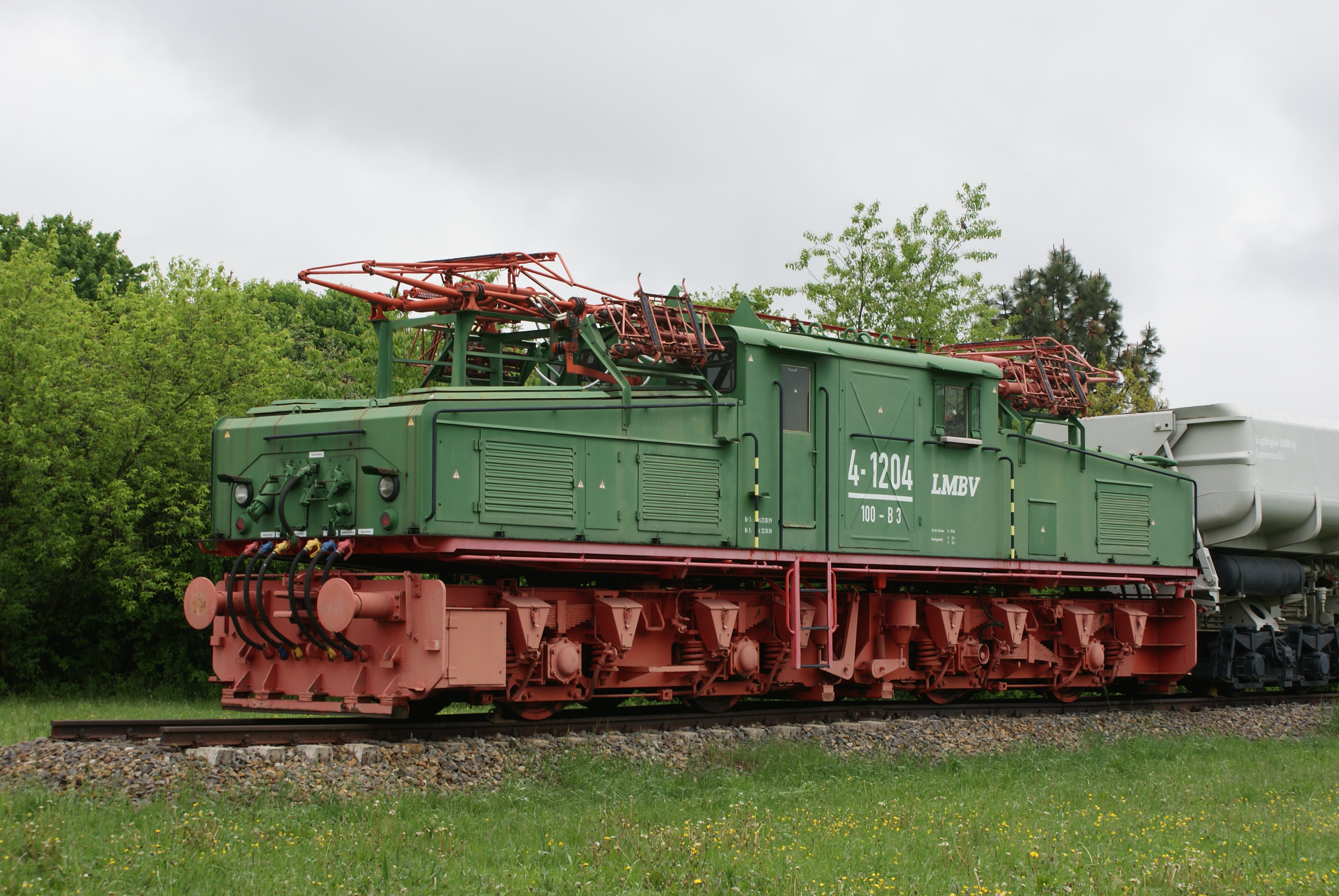
4-1204-100-B3, Senftenberg (2010)
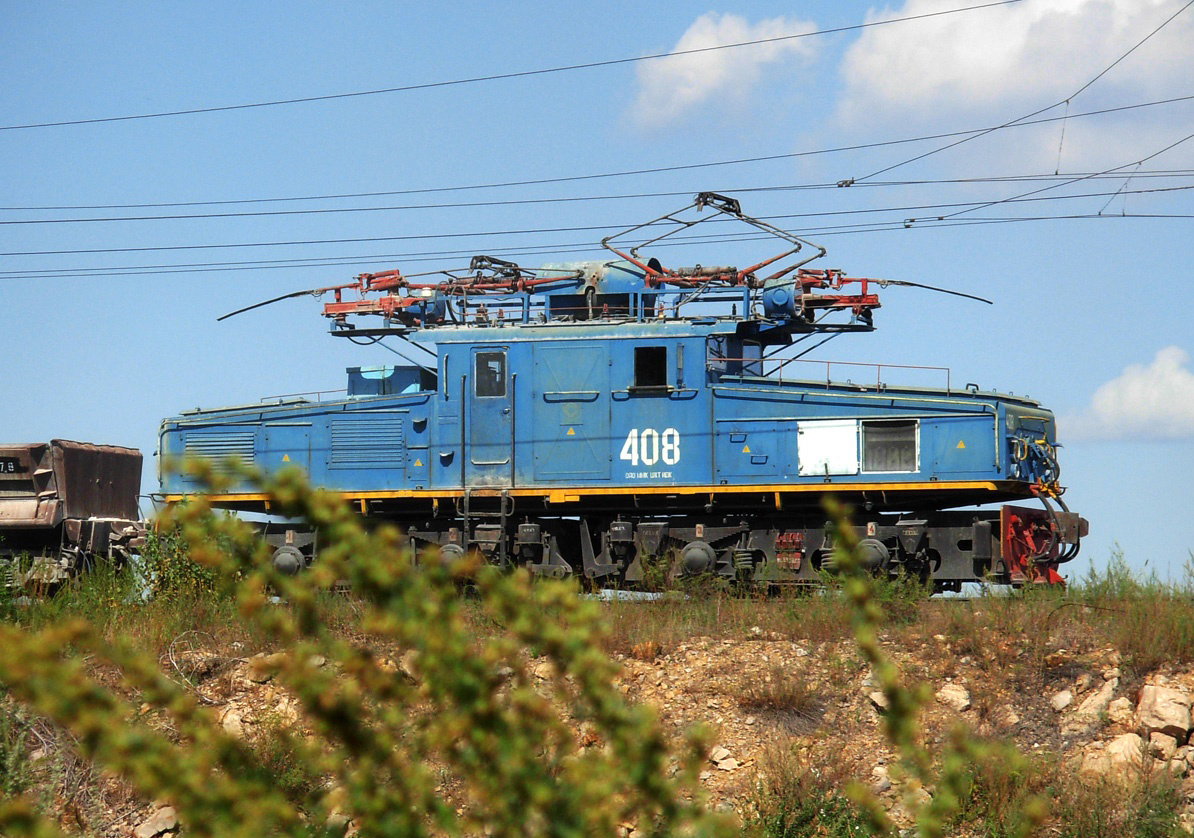
EL 2-408, Magnitogorsk (2008)
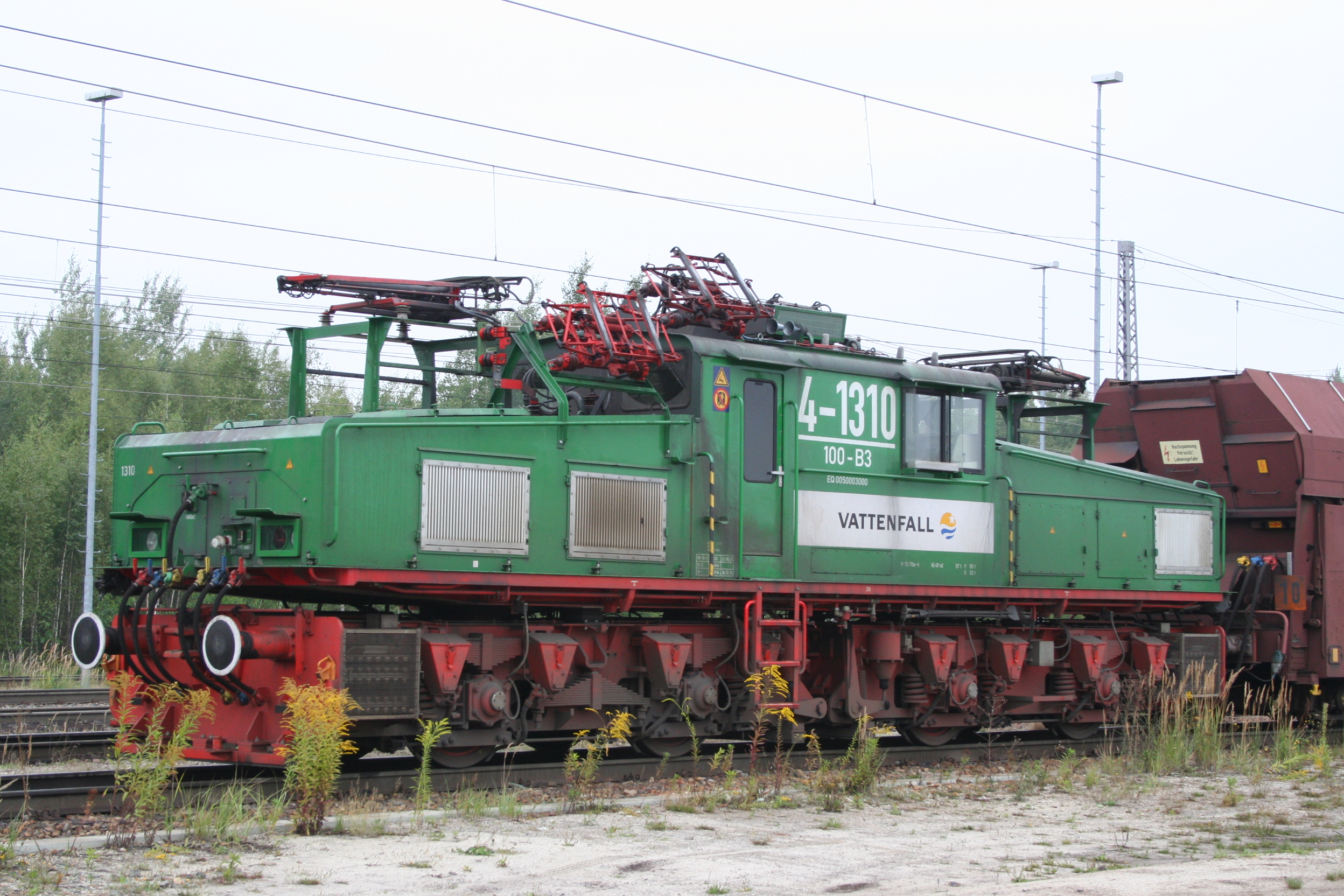
Modernisierte 4-1310-100-B3 mit Seitenstromabnehmern für zwei Fahrdrahthöhen bei Welzow (2006)
- LEW EL 2 im Einsatz